# النادي الأهلي لكرة اليد (الأردن)
تأسس النادي في عام 1942 باسم النادي الأهلي الرياضي بموجب قرار مجلس الوزارة العالي في جلسته المنعقدة في 31/5/1944، حيث تقدمت الهيئة الإدارية بطلب للحكومة الأردنية للحصول على رخصة رسمية لتأسيس النادي، وفي 15/10/1944 صادقت الهيئة الإدارية على القانون الأساسي للنادي، وفي اليوم ذاته تكونت أول لجنة رياضية في النادي.

## بدايات النادي
كان أول مقر للنادي في مبنى الجمعية الخيرية الشركسية في رأس العين، ثم انتقل إلى مبنى مستأجر في شارع الملك حسين بجانب البنك المركزي الحالي، قبل أن تقرر الهيئة الإدارية العودة إلى المقر القديم، واستمر النادي في هذا المقر إلى ان انتقل إلى مقره الجديد الحالي في بيادر وادي السير والذي افتتحه الملك حسين بن طلال.
وكان الاهلي السباق في إنشاء الملاعب والمنشآت الرياضية في الأردن، فهو أول من انشئ ملعباً ليلياً لكرة السلة مع مدرجات، وأول من انشئ ملعباً مضاءً لكرة اليد، وأول نادي في الأردن ي نشئ قاعة رياضية مغلقة متعددة الأغراض، كما انه يُعد في مقدمة الاندية التي انشأت برك سباحة للكبار والصغار.

## المؤسسون
- رفعت المفتي
- عثمان شقم
- خيرو لوط
- اسحق علي رضا
- حسني إبراهيم
- إبراهيم الحاج داوود
- جودت الخطيب
- منير عمر بلقر
- فوزي قردن

## بطولات فريق كرة اليد
يعد النادي الاهلي هو متسيد البطولات المحلية حيث يمتلك على صعيد فئة الفريق الأول فقط تقريباً (38 بطولة محلية), حيث في جعبته (13 لقب) الدوري الأردني لكرة اليد وحسب مصادر النادي فان الفريق يمتلك (22 لقب) للدور المحلي ولكن ماهو معتمد في اروقة الاتحاد الأردني (13 لقب) غاب الاهلي سنوات طويلة عن التتويج ومن موسم 1976 لغاية موسم 1993 عند قدوم المدرب العراقي ظافر صاحب عاد الاهلي لمنصات التتويج وحافظ على سجل الدوري حتى موسم 2001 بعدها دخل نادي السلط كمنافس في الدوري المحلي. وعاد الاهلي للتالق في المواسم 2009 إلى 2012 بقيادة المدرب ورئيس الاتحاد الأردني الحالي د. تيسير المنسي، ومرت كرة اليد في النادي بالعديد من الازمات منها قرار إلغاء اللعبة لاكثر من مرة ومن ثم العودة، وتم إعادة فريق السيدات الذي احرز اللقب لعدت مواسم قبل ان يتم إلغاء الفريق ايضاً كرة اليد في النادي الاهلي مرت بالعديد من الازمات ورغم هذا تعود وبقوة بعد كل ازمة.
يعتبر الاهلي هو الرافد الرئيسي للمنتخبات في الأردن.
ويعتبر أيضا هو صاحب الرقم القياسي في بطولة كأس الأردن لكرة اليد حيث في جعبته (13 لقب) ولديه (ثلاث القاب) على صعيد بطولة درع الأردن، ولديه (9 القاب) لبطولة كأس الكؤوس الأردنية.

## البطولة الآسيوية لكرة اليد
شارك الاهلي في العديد من البطولات الآسيوية ولكن تعتبر المشاركة الأولى لأول بطولة اقيمت في الأردن 1998 هي الابرز، حين احتل وصافة البطولة على صعيد البطولة التي جاءت بمشاركة خمسة أندية (إلى جانب ممثلي الأردن الاهلي والسلط شاركت فرق كاظمة الكويتي وزوبهان الإيراني والريان القطري), وفيما بعد انسحب الريان القطري من البطولة تم شطب جميع نتائجه ليكون الترتيب النهائي للبطولة على النحو التالي:- 
1. كاظمة الكويتي
2. الاهلي الأردني [1]
3. زوبهان الإيراني
4. السلط الأردني

## سجل بطولات الدوري
| النادي | الالقاب | المواسم                                                                                    |
| ------ | ------- | ------------------------------------------------------------------------------------------ |
| الاهلي | 13      | 1993 , 1994 , 1995 , 1996 , 1997 , 1998 , 2000 , 2001 , 2009 , 2010 , 2011 , 2012 , 2015 , |

## سجل بطولات كأس الأردن
ارشيف بطولة كأس الأردن لكرة اليد
| النادي | الالقاب | المواسم                                                                           |
| ------ | ------- | --------------------------------------------------------------------------------- |
| الاهلي | 13      | 1994 , 1995 ,1996 , 1998 ,2000 , 2002 ,2006 ,2007 ,2008 ,2009 ,2012 ,2013 ,2015 , |

## سجل بطولات كأس الكؤوس الأردني
ارشيف بطولة كأس الكؤوس الأردني
| النادي | الالقاب | المواسم                                                 |
| ------ | ------- | ------------------------------------------------------- |
| الاهلي | 9       | 1995 , 1996 ,1998 ,2007 ,2008 ,2011 ,2012 ,2013 ,2014 , |